# ですですですですです。ラビッツですっ!
『ですですですですです。ラビッツですっ!』は2016年1月2日から12月31日までラジオ関西のアニたまどっとコム枠で放送されていたラジオ番組

## 概要
東京都を中心に活動するアイドルグループ「です。ラビッツ」がメインパーソナリティを務めるラジオ番組。1回の放送はフリートーク、番組へのメールの紹介、コーナー、エンディングの4部で構成されている。BGMやコーナー間のSEにはパーソナリティであるです。ラビッツの楽曲が使用されている。なお、放送開始時は『デスデスデスデスデスラビッツですっ！』という番組名であったが、パーソナリティの『です。ラビッツ』の改名に合わせ、第47回から番組名が変更された。

## 放送局
| 放送局                              | 日時                                                |
| ----------------------------------- | --------------------------------------------------- |
| ラジオ関西 アニたまどっとコム枠     | 毎週土曜日24:00 - 24:30 （2016年1月2日 - 12月31日） |
| インターネットラジオ配信 別冊ラジ関 | 毎週火曜日更新 （2016年1月5日 - 2017年1月3日）      |

## コーナー
- いけないことですっ！(第2回～)

悪いことをしてしまったリスナーのメールを紹介し、リスナーが二度と悪いことをしないように、デスラビッツのメンバーが全力で叱るコーナー。叱るメンバーは都度サイコロで決定する。
- 釣りたいんですっ！(第3回～)

デスラビッツの楽曲「なんで？」のURLをついついクリックしたくなってしまうような“あおり文句”キャッチコピーを募集、紹介するコーナー。各メンバーが「いいね！」「惜しい！」のどちらかで評価し、メンバー全員が「いいね！」だったキャッチコピーはデスラビッツの公式Twitterのアカウントでツイートされる。
- うさぎストリームmini(第21回～)

DJ AKIRAによるラジオ番組の中のミニコーナーという設定。メンバーの1人が「何か」について30秒間でリポートし、他のメンバーが「何についてリポートしているか」を当てるコーナー。ただし、リポートごとにDJ AKIRAが設定した「NO デスワード3」があり、リポート中に必ず使用しなくてはならない。
- 恋するSummer vacation(第32回～第35回)

夏限定のコーナー。4人が「彼氏」「彼女」「ナレーション」「脚本家」に分かれ、夏の恋をテーマにしたラブラブな超ショートラジオドラマを完成させるコーナー。
- デスラビッツ的中間試験(第37回～第45回)

ワンマンライブを控えたメンバーがさらにパワーをつけるべく様々な試験に挑戦する期間限定のコーナー。合格か不合格かはスタッフの判断により決定される。

## 番組中で使用されている楽曲
すべてパーソナリティーであるです。ラビッツの楽曲が使用されている。

### オープニング
- アイドルSTAR WARS (第1回～ 1stシングル)

### エンディング
- なんで？  (第1回～第18回 5thシングル)
- うさぎストリーム2 (第19回～ 2ndアルバム「第二次うさぎ大戦」に収録)

### ジングル
シングル/アルバム曲のイントロや間奏が使用されている。第19回からは第31回までは各メンバーの一言自己紹介が同時に放送された。

## ゲスト
- 第8回(2016年2月20日)…アフィリア・サーガ（ルイズ/ユカフィン）。同日の24:30-25:00に放送されたあふぃ☆ラジ〜魔法学院特別授業と相互にゲスト出演した。
- 第35回(2016年8月27日)…おどろき戦隊 モモノキファイブのDVD発売の告知コメントが、同番組のパーソナリティである中村繪里子、日笠陽子から寄せられる。

## 出来事・イベント
- 第2回(2016年1月9日の放送)からマイペースなメンバー、かりんのトークの開始と終了を明確にするためのベル「かりんベル」が導入される(トークの前後にベルを鳴らし、話の開始と終了を知らせる)。翌回の放送(第3回:2016年1月16日放送)では、ライブ後にファンからベルをプレゼントされたというエピソードを明かした。
- 第18回～第20回では、2016年5月15日の第46回神戸まつりに向けた企画として、毎回ミニゲーム(早口言葉、古今東西、連想ゲーム)を実施。最も負けたメンバー(かりん)には神戸まつりのステージ上で罰ゲームが執行された。
- 第32回(2016年8月6日の放送)では部長が欠席し、3人での放送となる。その翌週の放送で、欠席の理由は「ハイボールが安かったから」であると部長が語っている。
- 2016年8月12日のコミックマーケットのラジオ関西ブースにおいて、人生初のアルバイトと称し、ショップの店員を担当する。ここでは、番組のオリジナルグッズ「いい感じあぶら取り紙」が発売された。また、同日、デスラビッツのラーメン付きCD「なんで？」の購入者には、「デスデスデスデスデスラビッツですっ！出張盤」が特典として配布された。
- 第36回(2016年9月3日の放送)では、ゆず・えみ・かりんが部長解雇の連帯責任を負わされるという事態について、ゆずと部長が喧嘩しているさまが放送される。その結果、翌週は部長なしの3人で放送し、さらにその翌週は部長が一人で放送するという事態に発展する。
- 2016年10月10日に『ラジオ関西「デスデスデスデスラビッツですっ！」presentsラストライブw 大阪の陣』を梅田Zeelaで開催。前日のラジオ関西まつりと合わせて投票対決を実施した。これは3人と部長がそれぞれ考えたマニフェストに来場者が投票し、勝者に賞品(3人が勝てば神戸牛、部長が勝てば番組乗っ取り権)が贈られるというもの。第42回(2016年10月15日の放送)で3人が勝利したことで発表された。